# China International Center
China International Center (en chino tradicional, 中華國際中心; en chino simplificado, 中华国际中心; pinyin, Zhōnghuá Guójì Zhōngxīn) es un rascacielos de 62 plantas y 270 metros (884 pies) de altura situado en Cantón (Guangzhou), China. Fue completado en 2007.